# Zèbres (Vasarely)
Pour les articles homonymes, voir Zebra.
Zèbres est une œuvre en noir et blanc de Victor Vasarely exécutée en 1937. Elle est exposée au centre Pompidou à Paris. Cette œuvre est considérée comme l'une des premières relevant de l'op art. Il existe toute une série de créations de l'artiste déclinant ce thème visuel du zèbre.